# David Hobbs
 David Hobbs  va ser un pilot de curses automobilístiques britànic que va arribar a disputar curses de Fórmula 1.
Va néixer el 9 de juny del 1939 a Royal Leamington Spa, Anglaterra.

## A la F1
David Hobbs va debutar a la sisena cursa de la temporada 1967 (la divuitena temporada de la història) del campionat del món de la Fórmula 1, disputant el 15 de juliol del 1967 el GP de Gran Bretanya al circuit de Silverstone.
Va participar en un total de sis curses puntuables pel campionat de la F1, disputades en quatre temporades no consecutives (1967-1968, 1971 i 1974) aconseguint una setena posició com a millor classificació en una cursa (en dues ocasions) i no aconseguint cap punt pel campionat del món de pilots.

## Resultats a la Fórmula 1
| Any  | Equip                | Xassís  | Motor | 1   | 2   | 3   | 4   | 5   | 6     | 7   | 8     | 9       | 10  | 11     | 12    | 13     | 14  | 15  | Posició | Punts |
| ---- | -------------------- | ------- | ----- | --- | --- | --- | --- | --- | ----- | --- | ----- | ------- | --- | ------ | ----- | ------ | --- | --- | ------- | ----- |
| 1967 | Bernard White Racing | BRM     | BRM   | SUD | MON | HOL | BEL | FRA | GBR 7 | ALE | CAN 8 | ITA     | USA | MEX    |       |        |     |     | -       | 0     |
| 1968 | Honda                | Honda   | Honda | SUD | ESP | MON | HOL | BEL | FRA   | GBR | ALE   | ITA Ret | CAN | USA    | MEX   |        |     |     | -       | 0     |
| 1971 | Penske-White Racing  | McLaren | Ford  | SUD | ESP | MON | HOL | FRA | GBR   | ALE | AUT   | ITA     | CAN | USA 10 |       |        |     |     | -       | 0     |
| 1974 | Yardley Team McLaren | McLaren | Ford  | ARG | BRA | SUD | ESP | BEL | MON   | MON | HOL   | FRA     | GBR | ALE    | AUT 7 | ITA 10 | CAN | USA | -       | 0     |

### Resum
| Curses: | Victòries: | Pòdiums: | Poles: | Voltes ràpides: | Punts: |
| ------- | ---------- | -------- | ------ | --------------- | ------ |
| 6       | 0          | 0        | 0      | 0               | 0      |